# Jānis Polis
Jānis Polis (født 25. juni 1938 i Elejas pagasts i Letland, død 12. april 2011 i Riga i Letland) var en lettisk og sovjetisk farmakolog som opdagede og udviklede influenzalægemidlet rimantadin. Den 6. februar 2009 modtog Polis WIPO's Award for Outstanding Inventors.

## Yderligere læsning
- Ieva Puķe (16.-22. september 2010). "Talented but difficult" (PDF) (engelsk). Diena. Hentet 13. april 2011.{{cite web}}:  CS1-vedligeholdelse: Dato-format (link) (Webside ikke længere tilgængelig)
- "Janis Polis" (engelsk). Letlands Videnskabsakademi. Arkiveret fra originalen 24. juli 2011. Hentet 13. april 2011.